# Wilhelm Ohnesorge
Karl Wilhelm Ohnesorge (8. lipnja 1872. – 1. veljače 1962.) bio je njemački političar u Trećem Reichu, koji je sjedio u Hitlerovom kabinetu. Od 1937. do 1945., je djelovao kao ministar za poštu (Reichspost), nakon što je naslijedio Paul Freiherra von Eltz-Rübenacha kao ministra. Zajedno sa svojim ministarskim dužnostima, Ohnesorge također značajno doprinosio širenju i promociji nacističke stranke putem radija.

## Životopis
Rođen je u Gräfenhainichenu. Počeo je raditi za carsku poštu 1890. godine. Kasnije je otišao studirati fiziku u Kiel i Berlin, prije nego što je postao šef poštanske službe u Imperial Headquartersu tijekom Prvog svjetskog rata.
Ohnesorge se prvi put susreo s Hitlerom negdje oko 1920. godine, a kasnije su postali i dobri prijatelji. Ubrzo nakon toga, on se pridružuje NSDAP-u (Članstvo br. 42), te osniva prvu podružnicu izvan Bavarske, u Dortmundu. Do godine 1929., postao je predsjednik njemačkog središnjeg poštanskog ureda. 1937. preuzeo je dužnost ministra za poštu, nasljedivši Paula Freiherr von Eltz-Rübenac. Ohnesorge također je zaintrigirala mogućnost širenja stranke putem radija, te je značajno doprinosi samom širenju stranke. Tijekom denacifikacije nakon rata, kao vodeći član Partije, podignuta je optužnica protiv njega. Međutim, iz nepoznatih razloga, ove optužbe su kasnije poništene, a Ohnesorge nije bio kažnjen zbog djelovanja s nacistima. Ohnesorge je umro u dobi od 89 godina 1. veljače 1962. u Münchenu.